# Clusiodes tobi
Clusiodes tobi är en tvåvingeart som beskrevs av Masahiro Sueyoshi 2006. Clusiodes tobi ingår i släktet Clusiodes och familjen träflugor. Inga underarter finns listade i Catalogue of Life.